# Townshend (Vermont)
Townshend è un comune degli Stati Uniti d'America, situato nello Stato del Vermont e in particolare nella contea di Windham.

## Letteratura
Townshend è uno dei luoghi in cui è ambientato il racconto Colui che sussurrava nelle tenebre di H.P. Lovecraft.